# Noël Vanclooster
Noël Vanclooster (Torhout, 2 december 1943 – Oostende, 12 juli 2022) was een Belgisch profwielrenner.

## Biografie
Vanclooster werd als onafhankelijke nationaal kampioen op de weg in 1965 en gold toen als een aankomend talent. Hij was profwielrenner van 1966 tot 1975 en reed onder meer voor Mann-Grundig en voor de Flandria-ploeg. De West-Vlaming koerste voornamelijk in functie van de kopmannen zoals Walter Godefroot en Walter Planckaert bij Watney-Avia. In totaal boekte hij tijdens zijn carrière als wielrenner 69 overwinningen, vooral kermiskoersen.
In het begin van zijn profcarrière was hij ook succesvol als baanrenner en behaalde hij in 1966 het Nationaal Kampioenschap Derny bij de profs. Desondanks koos hij voor een loopbaan als wegrenner. Later reed hij nog enkele zesdaagsen.
Na zijn carrière hield Vanclooster lang café Meulebeke open op de Vierweg in Tielt.

## Overwinningen en andere ereplaatsen
1965
- 1e in het eindklassement Ronde van België voor amateurs
  - 1e in de 2e etappe deel a
  - 1e in de 3e etappe
  - 1e in de 7e etappe deel b
  - 1e in de 8e etappe
- 1e in de 2e etappe deel a Tour du Nord

- 1e in Gent-Ieper (Kattekoers)

- 1e bij het Belgisch Kampioenschap op de weg, onafhankelijken
- 1e in de Grote Scheldeprijs voor onafhankelijken

1966
- 1e bij het Belgisch Kampioenschap op de baan, derny
- 1e in de Omloop der Vlaamse Ardennen
- 2e in Gent-Wevelgem

1967
- 3e in de 1e etappe Ronde van Romandië
- 3e in de 4e etappe Ronde van Andalusië
- 1e in de Kustpijl
- 3e in de 4e etappe Ronde van Luxemburg
- 3e in de 8e etappe Ronde van Frankrijk op de Ballon d'Alsace
- 2e in Desselgem (GP Briek Schotte)

1968
- 1e in Beveren-Waas
- 1e in het eindklassement GP de Pâques
- 1e in de 1e etappe GP de Pâques
- 1e in de 2e etappe GP de Pâques
- 3e in de 4e etappe Ronde van Romandië
- 1e in de 4e etappe Ronde van Andalusië
- 3e in de 6e etappe Ronde van Andalusië
- 3e in de 7e etappe Ronde van Andalusië
- 2e in de Omloop der drie Proviniciën

1969
- 2e in de 2e etappe Ronde van Andalusië
- 2e in de 4e etappe deel a Ronde van Luxemburg

1970
- 1e in De Panne
- 2e in de G.P. Flandria
- 2e in de G.P. Union Dortmund
- 1e in het Kampioenschap van Vlaanderen (Koolskamp)
- 2e in de 3e etappe Tirreno - Adriatico
- 2e in de 5e etappe Tour du Nord

1972
- 1e in de Kustpijl
- 1e in de Omloop van Oost-Vlaanderen
- 2e in het eindklassement Ronde van Indre en Loire
- 2e in Kuurne - Brussel - Kuurne
- 3e in de 1e etappe Tirreno - Adriatico
- 3e in de 4e etappe Tirreno - Adriatico
- 2e in Brussel-Meulebeke

## Resultaten in voornaamste wedstrijden
| Jaar | Ronde van Italië | Ronde van Frankrijk | Ronde van Spanje |
| ---- | ---------------- | ------------------- | ---------------- |
| 1966 |                  |                     |                  |
| 1967 |                  | 16e                 |                  |
| 1968 |                  |                     |                  |
| 1969 |                  | opgave              |                  |
| 1970 | opgave           |                     |                  |
| 1971 | 54e              |                     |                  |
| 1972 |                  | 77e                 |                  |
| 1973 |                  |                     |                  |
| 1974 |                  | 70e                 | 23e              |

| Jaar | Milaan-San Remo | Gent-Wevelgem | Ronde van Vlaanderen | Parijs-Roubaix | Amstel Gold Race | Luik-Bast.‑Luik | Ronde van Lombardije | Rund um den Henninger-Turm | Waalse Pijl | Kuurne-Brussel-Kuurne |
| ---- | --------------- | ------------- | -------------------- | -------------- | ---------------- | --------------- | -------------------- | -------------------------- | ----------- | --------------------- |
| 1966 | 51e             | Zilver        |                      |                |                  |                 |                      | 8e                         |             |                       |
| 1967 | 10e             | 19e           | 46e                  |                |                  |                 |                      |                            | 19e         |                       |
| 1968 |                 | 63e           | 76e                  |                |                  | 11e             |                      |                            |             |                       |
| 1969 |                 | 18e           | 20e                  |                |                  |                 |                      |                            |             | 6e                    |
| 1970 |                 | 30e           |                      |                |                  |                 | 19e                  | 16e                        |             |                       |
| 1971 |                 | 12e           | 18e                  |                |                  |                 |                      | 4e                         |             | 4e                    |
| 1972 | 20e             |               |                      |                |                  |                 |                      |                            |             | Zilver                |
| 1973 |                 | 20e           |                      | 18e            | 12e              |                 |                      |                            | 24e         |                       |
| 1974 |                 |               |                      |                |                  |                 |                      |                            |             |                       |